# Hohenfelde (Kreis Plön)
 For alternative betydninger, se Hohenfelde. (Se også artikler, som begynder med Hohenfelde)
Hohenfelde er en by og kommune i det nordlige Tyskland, beliggende i Amt Lütjenburg i den nordøstlige del af Kreis Plön. Kreis Plön ligger i den østlige/centrale del af delstaten Slesvig-Holsten.

## Geografi
Hohenfelde er beliggende ved Østersøen, omkring 6 km øst for Schönberg. I kommunen ligger, ud over Hohenfelde, bebyggelserne Krummsiek, Monkamp, Malmsteg, Radeland, Mühlenau, Grünberg, og Hoffeld.